# Grand Théâtre de Bordeaux
Il Grand Théâtre de Bordeaux è un teatro situato a Bordeaux, inaugurato il 17 aprile 1780. Qui venne data la prima del balletto La Fille Mal Gardée nel 1789, dove un giovane Marius Petipa mise in scena uno dei suoi primi balletti.

## Storia
Il teatro venne progettato dall'architetto Victor Louis (1731-1800), che si aggiudicò l'incarico del progetto per aver vinto il Grand Prix de Rome. Louis fu anche famoso per aver progettato il Palais Royal e la Comédie-Française a Parigi.
Il Grand Théâtre de Bordeaux venne concepito come un regno delle arti e della luce, con una facciata neoclassica dotata di un portico con 12 colonne in stile corinzio che sostengono la trabeazione su cui sono poste 12 statue che rappresentano le 9 muse e tre dee (Giunone, Venere e Minerva).
Nel 1871 il teatro ospitò, per un breve periodo,  l'Assemblea Nazionale per il Parlamento francese.
L'interno del teatro venne ristrutturato nel 1991, ed oggi è stato riportato ai colori originali di blu e oro. Il Grand Théâtre de Bordeaux è una delle più antiche strutture teatrali in legno d'Europa a non essersi mai incendiata o ad aver richiesto una ricostruzione.
Oggi è la sede dell'Opéra National de Bordeaux e del Ballet National de Bordeaux.